# 威廉姆森 (伊利諾伊州)
威廉姆森（英語：Williamson）是位於美國伊利諾伊州麥迪遜縣的一個村落。

## 地理
威廉姆森的座標為38°59′15″N 89°45′51″W / 38.98750°N 89.76417°W，而該地最高點為海拔高度184米（即604英尺）。

## 人口
根據2010年美國人口普查的數據，威廉姆森的面積為4.02平方千米，當中陸地面積為3.90平方千米，而水域面積為0.12平方千米。當地共有人口230人，而人口密度為每平方千米57人。